# Kallbergssjön
Kallbergssjön är en sjö i Ovanåkers kommun och Rättviks kommun i Dalarna och ingår i Dalälvens huvudavrinningsområde. Sjön har en area på 0,455 kvadratkilometer och ligger 356,1 meter över havet. Sjön avvattnas av vattendraget Stråån (Tansån).

## Delavrinningsområde
Kallbergssjön ingår i det delavrinningsområde (681436-147072) som SMHI kallar för Ovan 681268-146948. Medelhöjden är 339 meter över havet och ytan är 10,45 kvadratkilometer. Det finns inga avrinningsområden uppströms utan avrinningsområdet är högsta punkten. Stråån (Tansån) som avvattnar avrinningsområdet har biflödesordning 3, vilket innebär att vattnet flödar genom totalt 3 vattendrag innan det når havet efter 412 kilometer. Avrinningsområdet består mestadels av skog (65 procent) och sankmarker (11 procent). Avrinningsområdet har 1,2 kvadratkilometer vattenytor vilket ger det en sjöprocent på 11,4 procent.